# 萊娜
萊娜（日语： LINA */?）為日本職棒埼玉西武獅的吉祥物。

## 特徵
- 萊娜作為雷歐的妹妹，原創於手塚治虫的動漫作品《小獅王》為大眾所知曉。
- 誕生日為5月5日。
- 外觀為一隻白獅，有著和哥哥相同的黑耳尖。
- 2017年5月30日，萊娜的推特帳號開通。[2]

## 外部連結
- 萊娜的Youtube頻道
- 萊娜的X（前Twitter）